# Alta via n. 4
L'alta via n. 4 (o di Grohmann, in tedesco Höhenweg Nr. 4, a volte indicata con l'abbreviativo AV4) parte da San Candido e termina a Pieve di Cadore. Si sviluppa per circa ottantacinque chilometri e può essere percorsa in 6 giorni. La quota massima si raggiunge a Forcella del Nevaio (2624 m) nei Cadini di Misurina.
La via attraversa i seguenti gruppi dolomitici:
- Tre Scarperi
- Tre Cime di Lavaredo
- Cadini di Misurina
- Sorapiss
- Antelao

Nonostante sia una delle alte vie più brevi, è considerata la più difficile tecnicamente visto che il percorso attraversa sentieri attrezzati e vie ferrate (come l'impegnativa Ferrata Vandelli al Col Del Fuoco nel gruppo del Sorapiss).
Sono possibili delle varianti tra le quali, la più difficile, è la salita al monte Antelao per la via normale.

## Itinerario
- Tappa 1 – Da San Candido al Rifugio Antonio Locatelli - Sepp Innerkofler e al Rifugio Auronzo
  - Tempo di percorrenza 6:30h.

- Tappa 2 – Dal Rifugio Auronzo al Rifugio Fonda-Savio e al Rifugio Città di Carpi
  - Tempo di percorrenza: dalle 4:30h alle 6:30h minuti a seconda del percorso scelto.
- Tappa 3 – Dal Rifugio Città di Carpi al Rifugio Alfonso Vandelli
  - Tempo di percorrenza: 5:30h.
- Tappa 4 – Dal Rifugio Alfonso Vandelli al Bivacco Comici
  - Tempo di percorrenza: 4h.
- Tappa 5 – Dal Bivacco Comici al Rifugio San Marco e al Rifugio Galassi
  - Tempo di percorrenza: 5:30h.
- Tappa 6 – Dal Rifugio Galassi al Rifugio Antelao e a Pieve di Cadore
  - Tempo di percorrenza: dalle 7h alle 7:30h a seconda del percorso scelto.

## Varianti

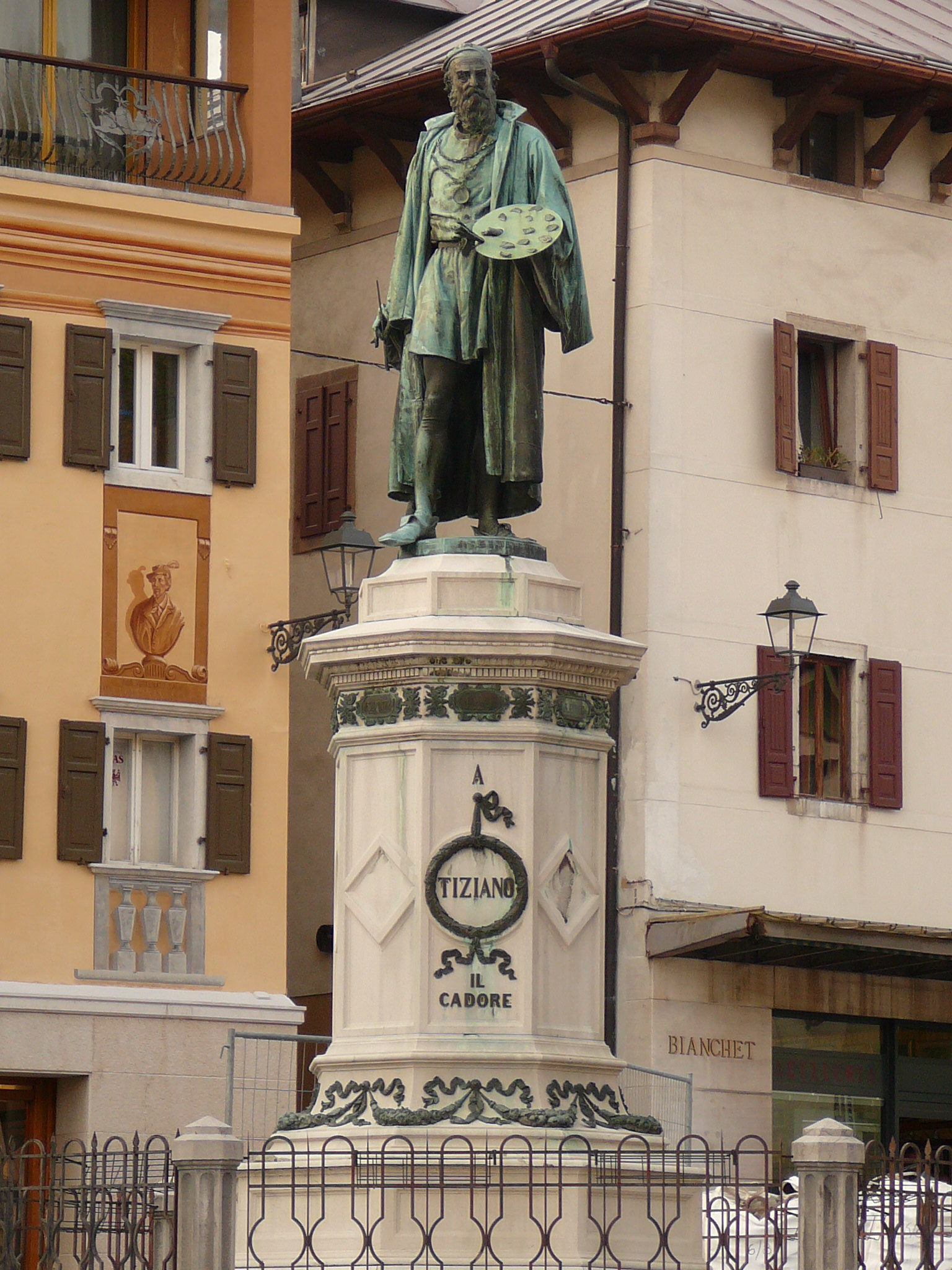
La statua di Tiziano Vecellio in piazza a Pieve di Cadore, punto di arrivo o di partenza dell'alta via

### Variante 1: Da Dobbiaco-Toblach al Rifugio Antonio Locatelli - Sepp Innerkofler e al Rifugio Auronzo
Itinerario lungo e un po’ faticoso, ma di grandissimo interesse ambientale, ideale per chi voglia veramente fare “qualcosa di nuovo”.
Passato Dobbiaco si prende la Strada statale 51 di Alemagna, in direzione San Candido - Innichen, all’altezza di Ferrara Vecchia si sale per ripidi pendii erbosi puntando al Rifugio Baranci e seguendo il segnavia 7 e successivamente 7a si giunge al Rifugio Tre Scarperi.
Da qui si percorre l'itinerario della I Tappa.
Tempo di percorrenza: 8:30h

### Variante 2: Da Sesto-Sexten al Rifugio Antonio Locatelli - Sepp Innerkofler e al Rifugio Auronzo
Da Sesto seguire le indicazioni per Moso e successivamente per la Val Fiscalina (raggiungibile anche in auto). Seguire il segnavia 102-103 della Val Fiscalina fino a raggiungere il bivio presso il Rifugio Fondovalle dove si segue il sentiero 102 fino al Rifugio Antonio Locatelli - Sepp Innerkofler. Proseguendo poi verso sud sul sentiero 101 si può raggiunge il Rifugio Auronzo.
Tempo di percorrenza: 4:30h

## Alcune immagini

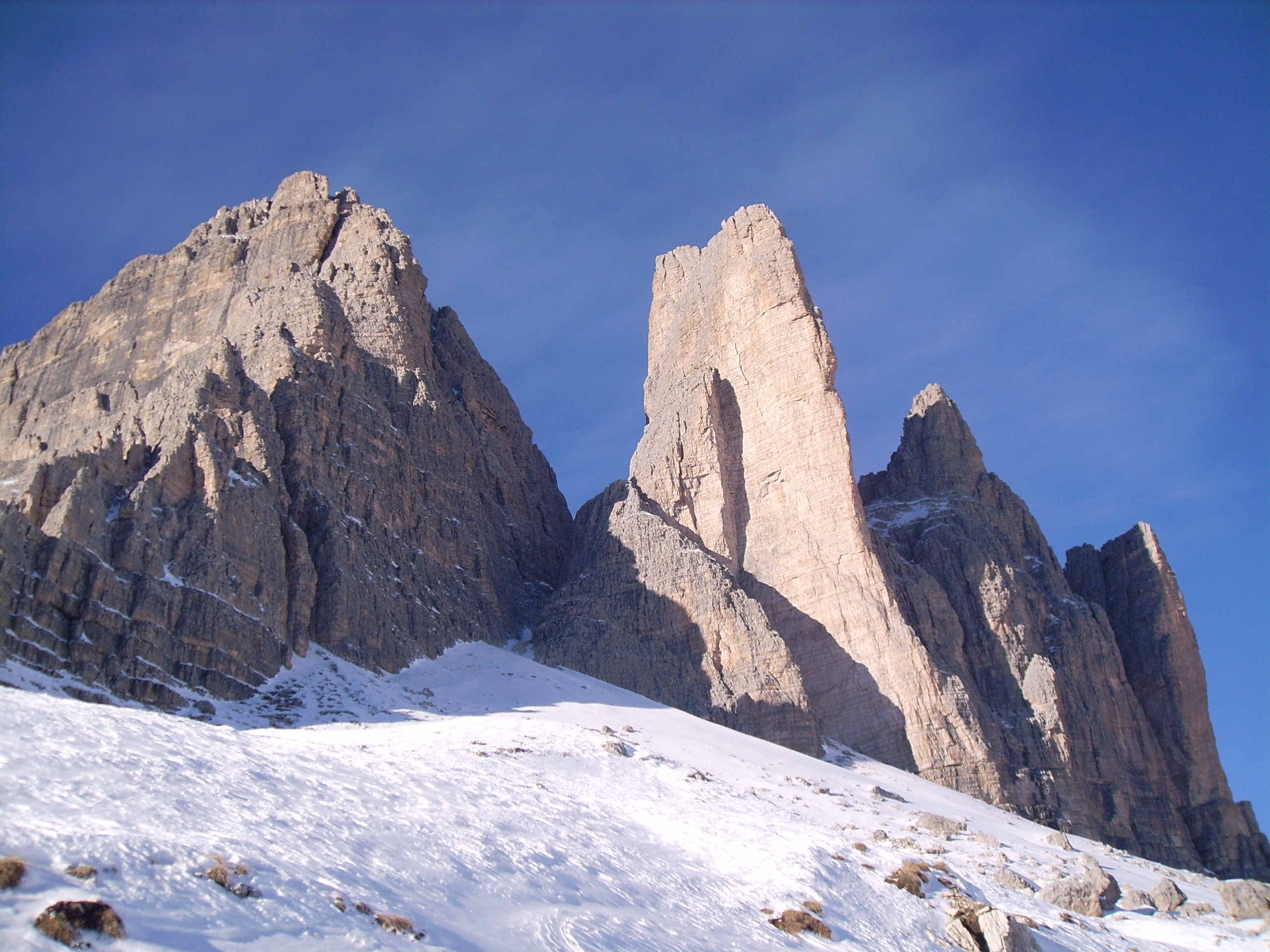
Il celeberrimo Spigolo Giallo delle Tre Cime di Lavaredo
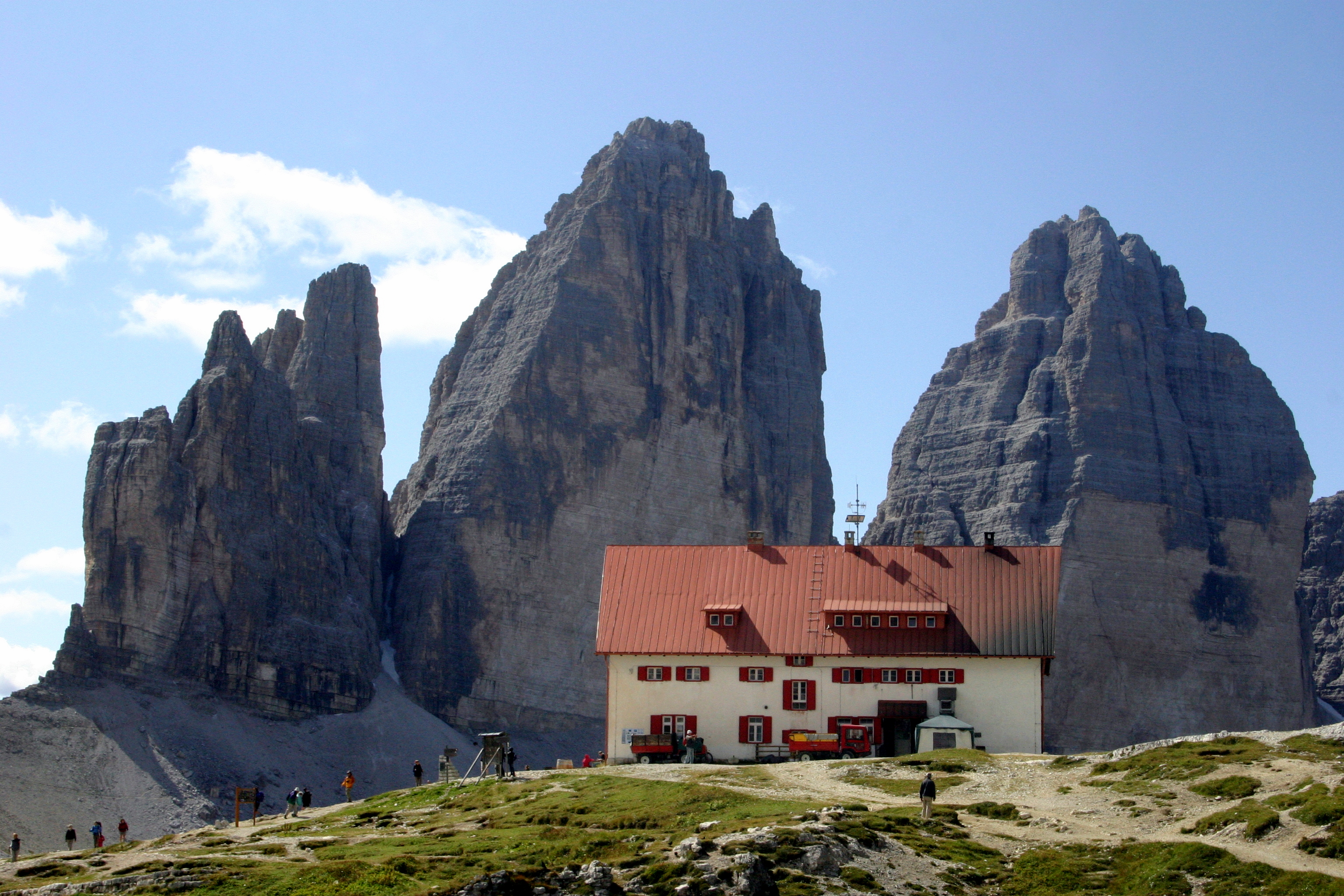
Il rifugio Locatelli
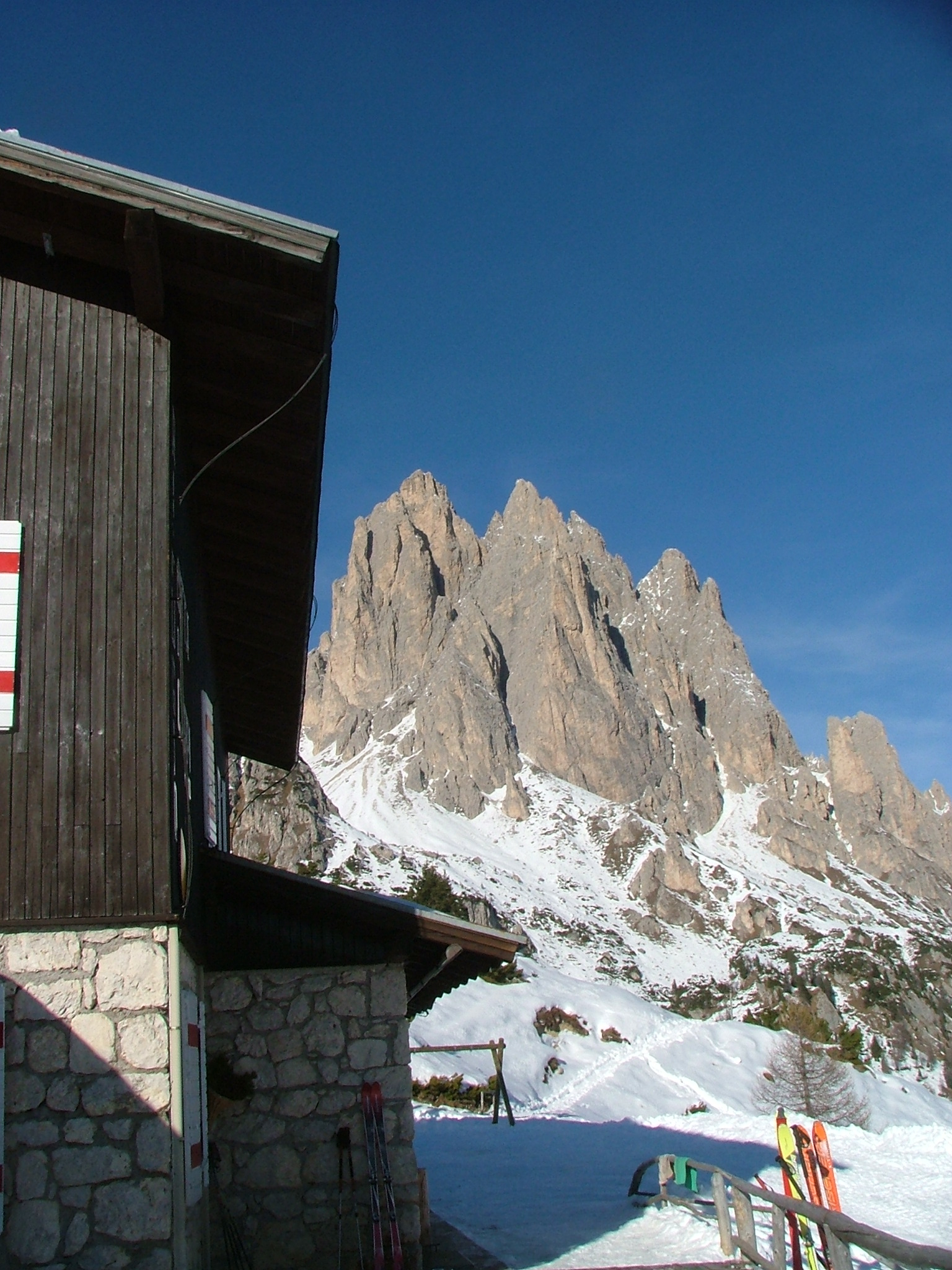
I Cadini di Misurina e il rifugio Città di Carpi
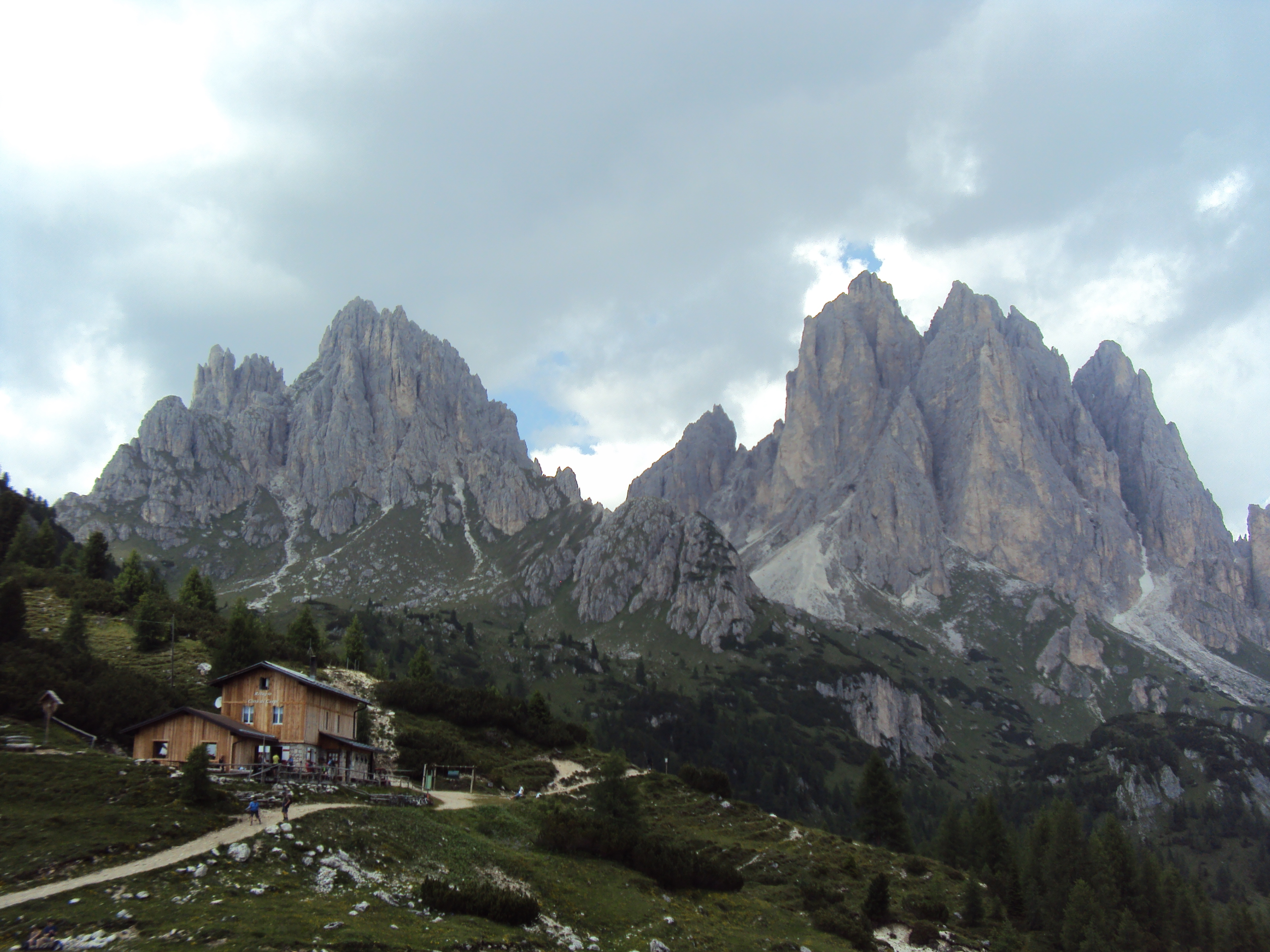
Il rifugio Città di Carpi
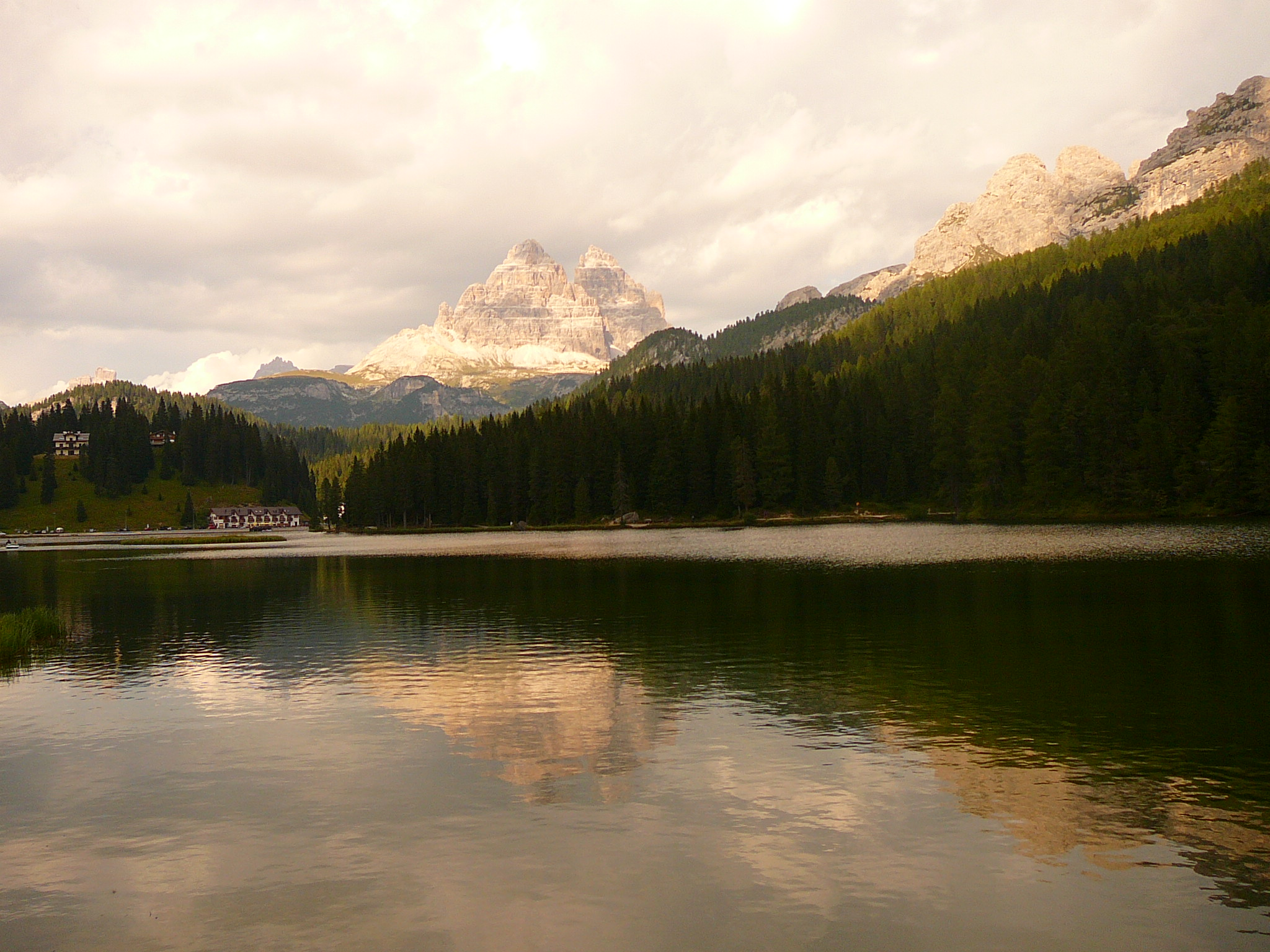
Il lago di Misurina e le Tre Cime
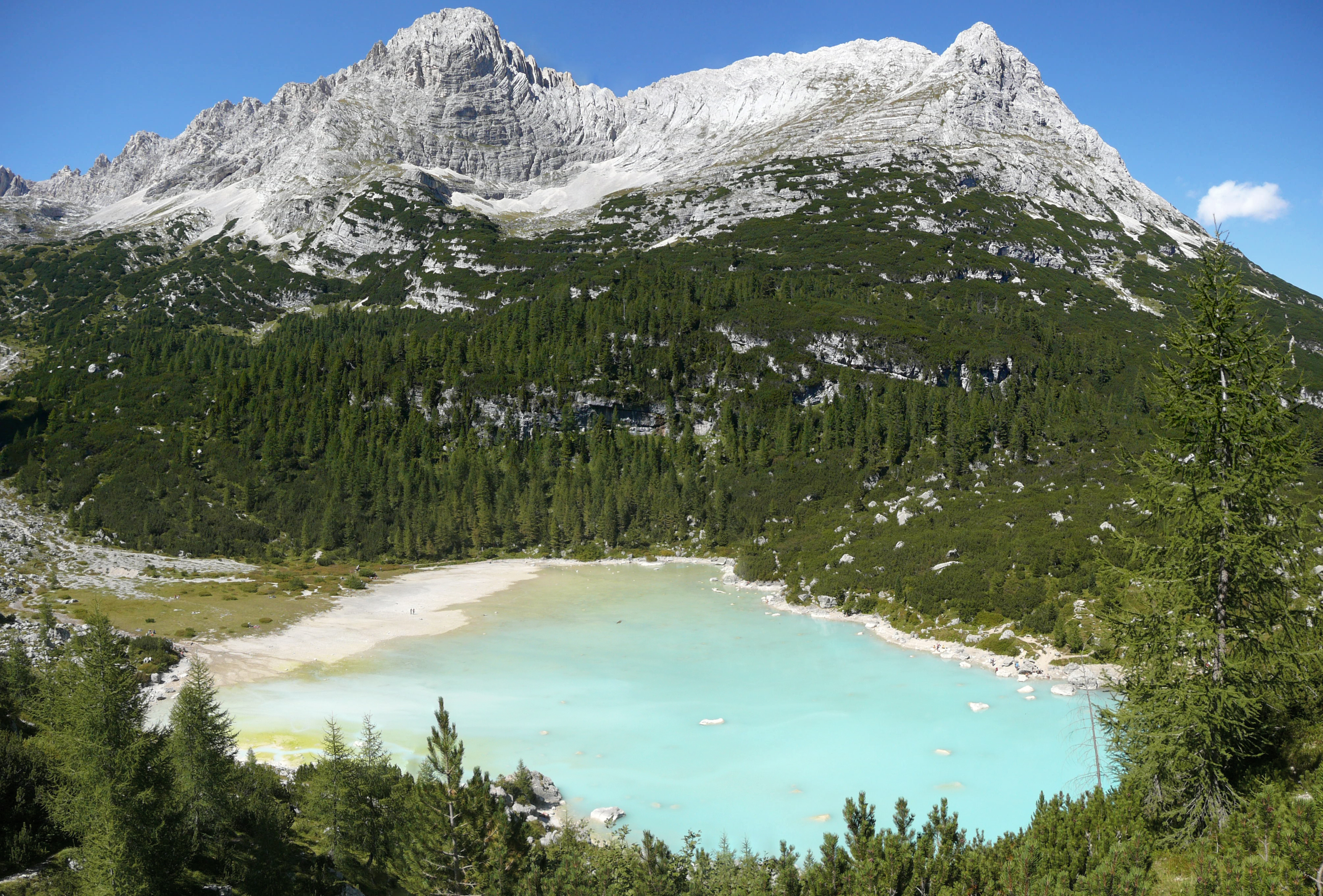
Il lago di Sorapiss nei pressi del rifugio Vandelli
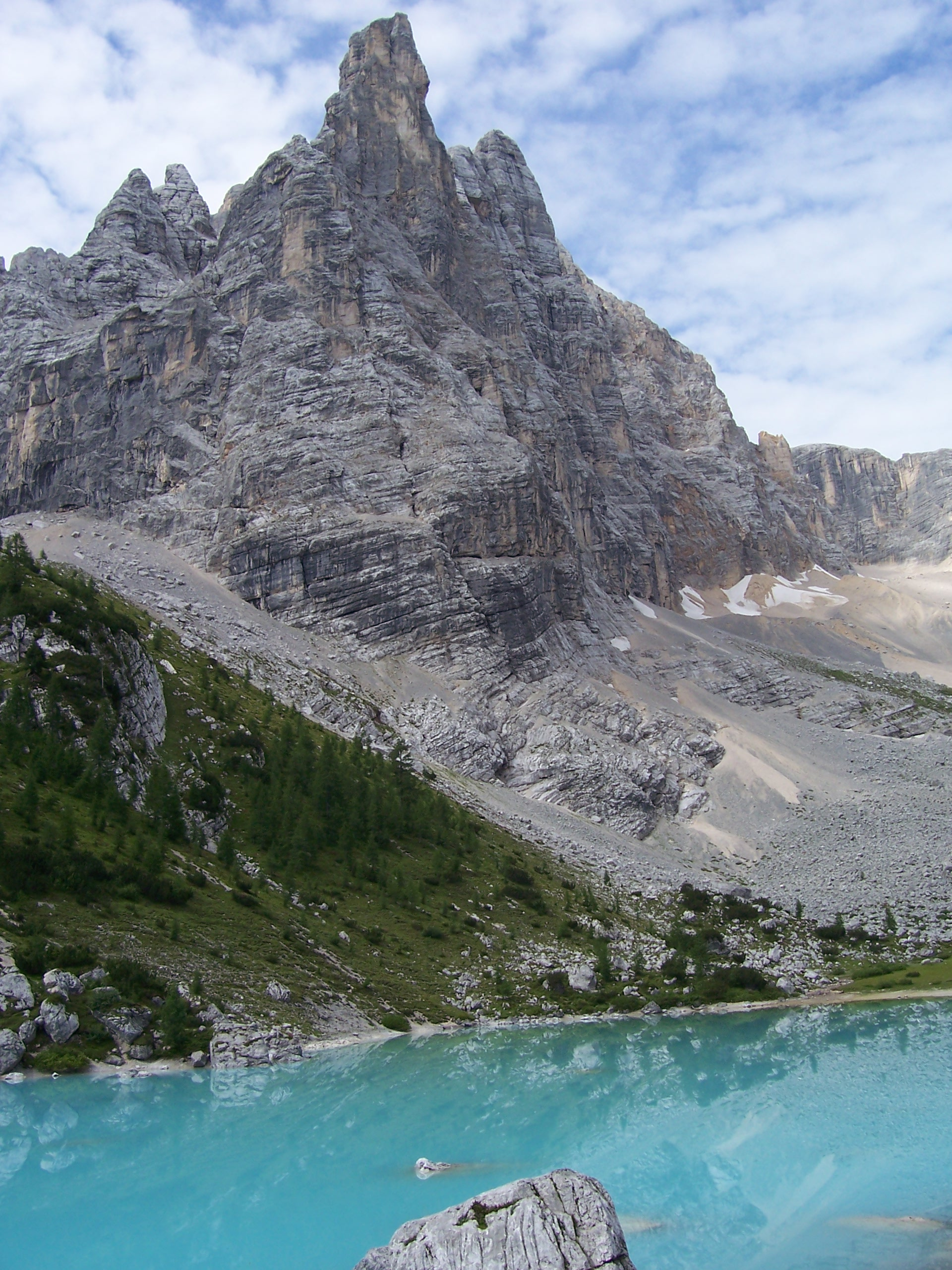
Il dito di Dio
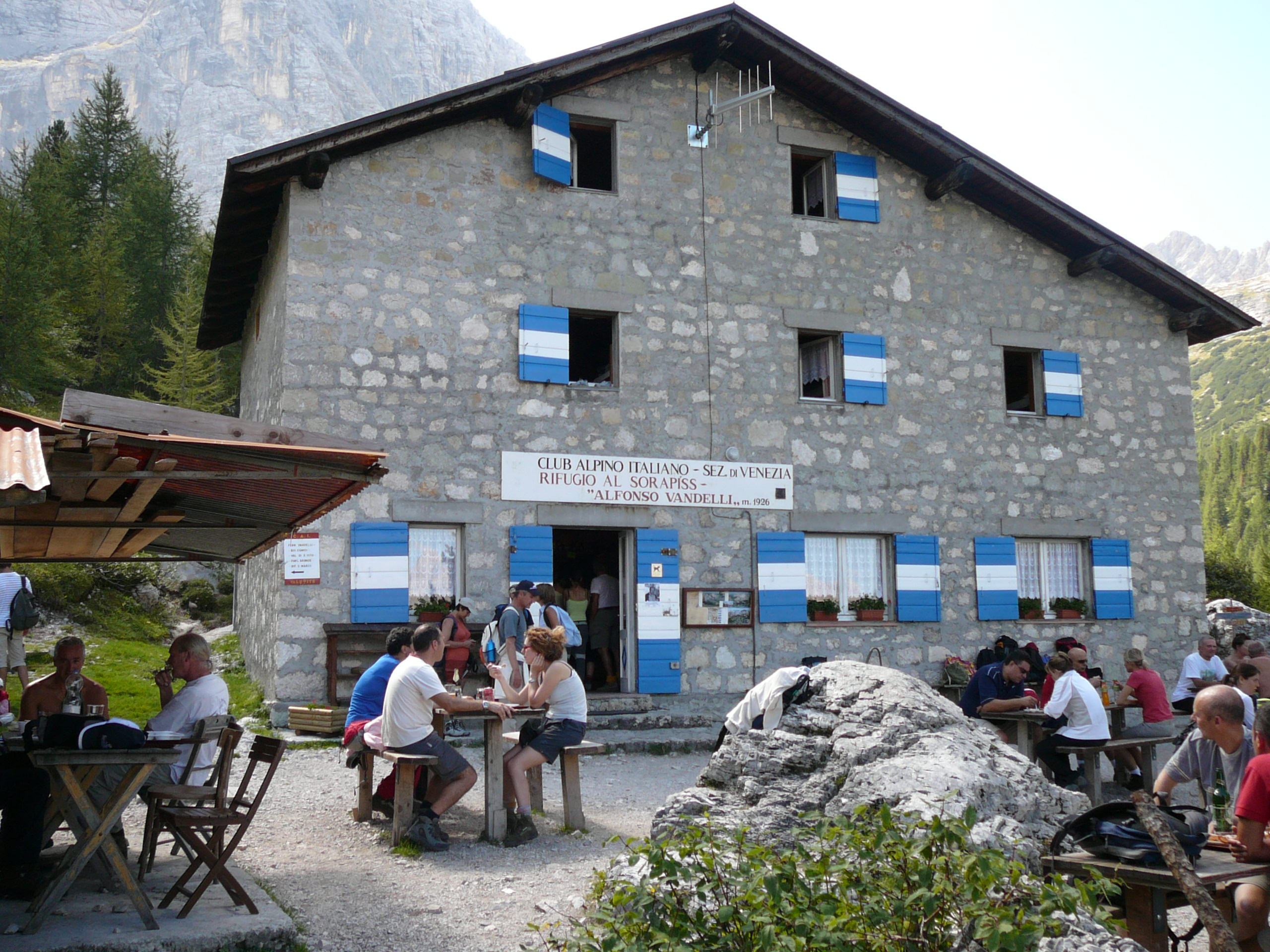
Rifugio Vandelli